# Aleksandros Diomidis
Aleksandros Diomidis (gr. Αλέξανδρος Διομήδης; ur. 3 stycznia 1875 w Atenach, zm. 11 listopada 1950 tamże) – grecki polityk, ekonomista, prawnik, działacz społeczny.
Pełnił funkcje deputowanego do Parlamentu Grecji, ministra finansów (1912–1915) oraz jednocześnie ministra sprawiedliwości (1912–1913) w pierwszym rządzie Elefteriosa Wenizelosa, ministra spraw zagranicznych (1918–1919) w trzecim rządzie Elefteriosa Wenizelosa, ponownie ministra finansów (1922) w rządzie Sotiriosa Krokidasa, prezesa Narodowego Banku Grecji (1923–1928) oraz Banku Grecji (1928–1931). Po II wojnie światowej był wicepremierem oraz ministrem bez teki (1949) w piątym i szóstym rządzie Temistoklisa Sofulisa, w latach 1949–1950 premier Grecji.

## Życiorys
Studiował prawo w Atenach, następnie kontynuował studia prawnicze i ekonomiczne w Niemczech, uzyskując w 1895 roku doktorat na Uniwersytecie w Lipsku. W 1905 roku został prorektorem Uniwersytetu Narodowego im. Kapodistriasa w Atenach, jednocześnie pracował jako prawnik oraz dziennikarz.
W wyborach parlamentarnych z listopada 1910 roku został wybrany do Parlamentu Grecji z ramienia Partii Liberalnej, z powodzeniem ubiegał się o reelekcję w wyborach 1912. Od 17 sierpnia 1912 do 25 lutego 1915 pełnił funkcję ministra finansów, jednocześnie w latach 1912–1913 tymczasowo był ministrem sprawiedliwości w pierwszym rządzie Elefteriosa Wenizelosa. Od 13 grudnia 1918 do 20 listopada 1919 tymczasowo pełnił funkcję ministra spraw zagranicznych w trzecim rządzie Elefteriosa Wenizelosa. Od 17 września do 14 listopada 1922 ponownie pełnił funkcję ministra finansów, tym razem w rządzie Sotiriosa Krokidasa. Był członkiem greckiej delegacji na odbywającej się w latach 1922–1923 konferencji w Lozannie.
W latach 1923–1928 był prezesem Narodowego Banku Grecji. 21 kwietnia 1928 roku został pierwszym prezesem Banku Grecji, pełnił tę funkcję do 29 września 1931 roku. Wycofał się następnie z życia publicznego.
W 1945 roku został członkiem zwyczajnym Akademii Ateńskiej. Powrócił także do polityki, zostając członkiem piątego oraz szóstego rządu Temistoklisa Sofulisa, trwającymi odpowiednio od 20 stycznia do 14 kwietnia oraz od 14 kwietnia do śmierci premiera w dniu 24 czerwca 1949 roku; pełnił w nich funkcję ministra bez teki oraz wicepremiera Grecji. Po śmierci Sofulisa król Paweł I Grecki zlecił pozostającemu jeszcze na stanowiskach ministra i wicepremiera Diomidisowi sformowanie nowego rządu, którego zaprzysiężenie miało miejsce 30 czerwca 1949 roku; 5 stycznia następnego roku Diomidis podał się do dymisji. Zmarł dnia 11 listopada 1950 roku w Atenach.
Po II wojnie światowej jego dom pełnił funkcję siedziby Żandarmerii Greckiej, a w latach 1975–2011 w budynku mieściła się siedziba Nowej Demokracji. Aktualnie budynek należy do jednej z greckich organizacji non-profit.
Zgodnie z testamentem, majątek Diomidisa został przekazany Uniwersytetowi Narodowemu im. Kapodistriasa w Atenach, który z kolei przeznaczył te fundusze na budowę ogrodu botanicznego w Chaidari, nazwanego na cześć jego oraz jego żony. Powierzchnia kompleksu wynosi 1,86 km² (co czyni go największym ogrodem botanicznym w Grecji) i rośnie na nim ponad 2,5 tys. różnych gatunków roślin.

## Upamiętnienie
W 2018 roku ukazała się pierwsza biografia Aleksandrosa Diomidisa pod tytułem Αλέξανδρος Ν. Διομήδης (1875-1950) - Ένας αυθεντικός εκπρόσωπος της αστικής τάξης; jej autorem jest historyk Nikolaos Pantelakis.

## Życie prywatne
Żyjący w latach 1758–1831 pradziadek Aleksandrosa Diomidisa, Anastasis Kyriakos, uczestniczył w wojnie o niepodległość Grecji.
Rodzice Diomidisa byli Arwanitami pochodzącymi z wyspy Spetses. Był żonaty z Julią Diomidis z domu Psychas (1870–1946) – działaczką społeczną i wolontariuszką Międzynarodowego Ruchu Czerwonego Krzyża i Czerwonego Półksiężyca. Para nie miała dzieci.